# Cinemeducación
Cinemeducación es un término que se refiere al uso de películas en la educación médica. Matthew Alexander, M. N. Hall y Y. J. Pettice acuñaron el término original en inglés, «Cinemeducation», en la revista Family Medicine en 1994. Poco más de una década después, en 2005, Matthew Alexander, Anna Pavlov y Patricia Lenahan desarrollaron el término en un texto homónimo.
La cinemeducación está centrada en los aspectos psicosociales de la medicina, y ha sido empleado en la enseñanza sobre la teoría de sistemas familiares, cuidados al final de la vida, profesionalismo y ética médica, así como en psiquiatría y servicios de salud mental.